# Bovenden
Bovenden település Németországban, azon belül Alsó-Szászország tartományban. Lakosainak száma 14 095 fő (2023. december 31.).

## Népesség
A település népességének változása:
| Lakosok száma | 13 568 | 13 559 | 13 586 | 13 972 | 14 124 | 14 095 |
|               | 2016   | 2017   | 2019   | 2021   | 2022   | 2023   |